# Masaki Yanagawa
Masaki Yanagawa (柳川 雅樹, Yanagawa Masaki, Sanda, 1 mei 1987) is een Japans voormalig voetballer die als verdediger speelde.

## Clubcarrière
Yanagawa begon zijn carrière in 2006 bij Vissel Kobe. In het seizoen 2010 kwam hij op huurbasis uit voor Ventforet Kofu. Yanagawa speelde tussen 2011 en 2017 voor Thespa Kusatsu, Tochigi SC, Gainare Tottori, Global FC en JPV Marikina FC. Yanagawa beëindigde zijn spelersloopbaan in 2017.

## Interlandcarrière
Yanagawa speelde met het nationale elftal voor spelers onder de 20 jaar op het WK –20 van 2007 in Canada.